# Balkansippa

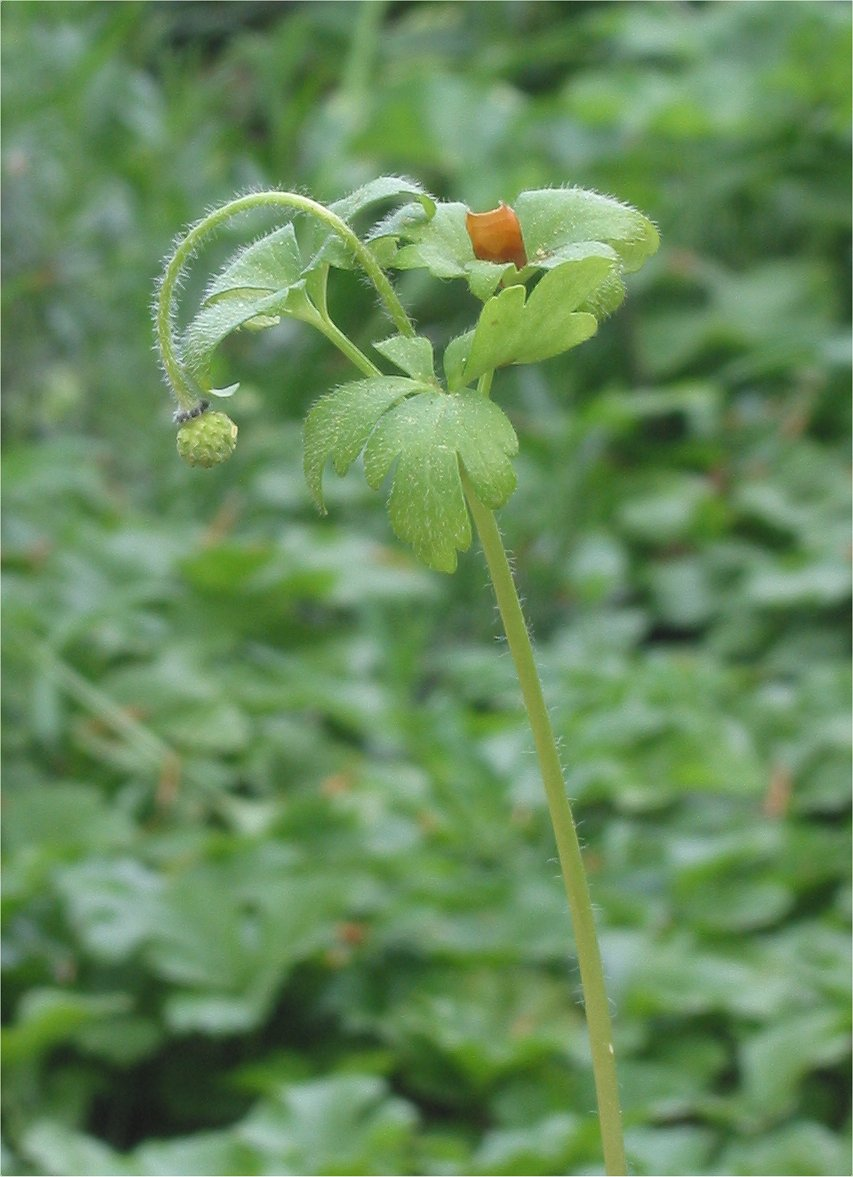
Balkansippa i frukt.

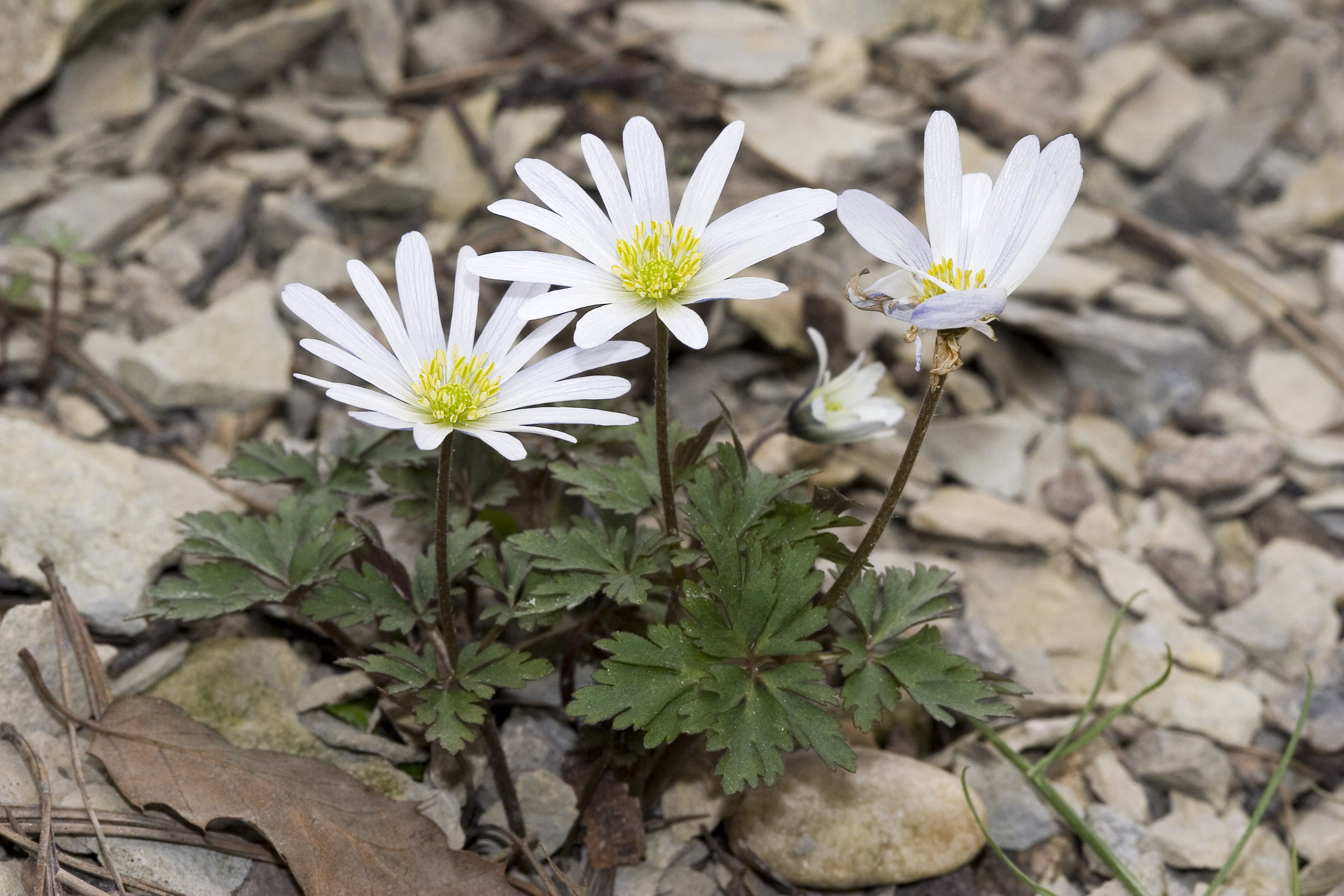
Balkansippa, vitblommig form.

Balkansippa (Anemone blanda) är en flerårig ört i familjen ranunkelväxter. Den är lågväxt och lite hårig, med handflikiga blad på en enblommig stjälk. Blomfärgen varierar mycket och kan vara vit, rosa, lila eller blå eller ibland två av dessa samtidigt. Kronbladen är 11-15 stycken, foder saknas. Ståndarna är ljusa, pistillerna korta och fria från varandra (apokarpa). Fruktsamlingen är hängande. Balkansippa förekommer naturligt i nordöstra Medelhavsområdet, samt i Kaukasus, mest i bergstrakter. Den blommar i mars-maj. Balkansippan är en vanlig trädgårdsväxt i Sverige och säljs i kruka eller som knölar att plantera.

## Sorter
Ett flertal namnsorter odlas i trädgårdar.
- 'Atrocaerulea'

- 'Blue Pearl' (J. Bijl van Duyvenbode)

- 'Blue Star' (J. Bijl van Duyvenbode)

- 'Bridesmaid' (Tubergen)

- 'Charmer' (Tubergen 1957)

- 'Fairy'

- 'Ingramii'

- 'Pastel Beauty' (J. Bijl van Duyvenbode)

- 'Pink Star' (J. Bijl van Duyvenbode)

- 'Radar' (Tubergen 1950)

- 'Rosea' (E.A. Bowles

- 'Scythinica'

- 'Violet Star' (J. Bijl van Duyvenbode 1956)

- 'Violetta'

- 'White Beauty'

- 'White Splendour' (Tubergen 1950)

## Fotnoter
1. 1 2  Mediterranean Wild Flowers. Marjorie Blamey, Christopher Grey-Wilson. ISBN 0-00-219901-7
2. ↑  Kulturväxtlexikon. Björn Aldén et al. Natur och Kultur 1998. ISBN 91-27-33-907-6